# Cardiopteridaceae
Cardiopteridaceae — родина евдикотових квіткових рослин. Вона складається з приблизно 43 видів дерев, кущів і деревних ліан, в основному з тропіків, але з кількома видами в регіонах з помірним кліматом. Містить шість родів, найбільший з яких Citronella з 21 видом. Інші роди значно менші.
Citronella mucronata вирощується як декоративна рослина через її привабливо блискуче листя та ароматні квіти. З листя Citronella gongonha готують чай, схожий на мате.
Класифікація APG III (2009) відносить їх до порядку Aquifoliales. Цей порядок складається з Cardiopteridaceae, його сестринської родини Stemonuraceae та трьох однорідних родин Phyllonomaceae, Helwingiaceae та Aquifoliaceae.